# South Bucks
South Bucks war ein District in der Grafschaft Buckinghamshire in England, der im Osten an Greater London grenzte. Er bestand von 1974 bis 2020. Verwaltungssitz war Denham; weitere bedeutende Orte waren Beaconsfield, Burnham, Gerrards Cross und Iver.
Der Bezirk wurde am 1. April 1974 als Beaconsfield District gebildet und entstand aus der Fusion des Urban District Beaconsfield und eines Teils des Rural District Eton. 1980 wurde er in South Bucks umbenannt. Am 1. April 2020 wurde der District aufgelöst und mit den drei anderen Districts der Grafschaft zur Unitary Authority Buckinghamshire vereinigt.